# Folclorul european
Folclorul european sau folclorul occidental se referă la folclorul din lumea occidentală, în special în discuțiile comparative. Nu există, desigur, o cultură europeană unică, dar cu toate acestea istoria comună a Creștinătății în timpul Evului Mediu și al începuturilor epocii moderne a determinat o serie de tradiții care sunt comune mai multor culturi etnice sau regionale ale Europei.
Aceasta se referă în special la tradițiile comune, bazate pe mitologia creștină, adică anumite asemănări în sărbătorirea Crăciunului, cum ar fi oferirea de cadouri, sau obiceiurile asociate cu Ziua morților.
În plus, există anumite gesturi sau practici apotropaice întâlnite în mai multe părți ale Europei, cum ar fi bătaia în lemn sau încrucișarea degetelor.

## Istoric
Cultura Antichității clasice, inclusiv mitologia, religia elenistică și practica magică sau cultică, a fost foarte influentă în primele etape ale creștinismului și poate fi găsită ca substrat în tradițiile tuturor teritoriilor colonizate anterior de către Imperiul Roman și, prin extensie, în aceste teritorii care au fost creștinate în timpul Evului Mediu. Aceste teritorii se aflau în întreaga Europa, precum și într-o mare parte din Orientul Mijlociu și Africa de Nord. Aceste tradiții moștenite din credințele populare din epoca romană au fost amestecate cu tradițiile locale, în special germanice, celtice și slave. Multe tradiții populare își au, de asemenea, originea prin contactul cu lumea islamică, în special în teritoriile din Balcani și din Peninsula Iberică, care erau conduse de imperii islamice înainte de a fi recucerite (în cazul Balcanilor, parțial) de către oștile creștine. Rezultatul unei astfel de contacte culturale este vizibil, de exemplu, în tradiția dansului Morris din Anglia, o adaptare a dansurilor maure din epoca medievală târzie.
Rezultatul a fost apariția unor tradiții populare relaționate, dar distincte la nivel regional, așa cum au existat în Europa în ajunul epocii moderne timpurii. În perioada modernă și în special începând din secolul al XIX-lea a avut loc o amestecare a acestor tradiții, adesea și cu folclorul american.

## Tradiții regionale
- Europa de Nord
  - Folclorul britanic
    - Mitologia anglo-saxonă

  - Folclorul estonian
  - Folclorul finlandez
  - Folclorul lituanian
  - Folclorul scandinav
  - Mitologia celtică
    - Folclorul galez
    - Folclorul irlandez
    - Folclorul scoțian
- Europa de Vest și de Sud
  - Folclorul elvețian
  - Folclorul francez
  - Folclorul german
  - Folclorul italian
  - Folclorul olandez
- Europa de Est
  - Folclorul albanez
  - Folclorul ceh
  - Folclorul maghiar
  - Folclorul muntenegrean
  - Folclorul românesc
  - Folclorul slav
    - Folclorul polonez
    - Folclorul rus
    - Folclorul sârb

  - Folclorul ucrainean